# Носферату – призракът на нощта
„Носферату – призракът на нощта“ е филм на Вернер Херцог от 1979 година.
Направен е по романа „Дракула“ на Брам Стокър и филма на Фридрих Мурнау „Носферату – симфония на ужаса“. Филмът повтаря историята на романа и филма, с тази разлика, че Граф Орлок е изигран от Клаус Кински, а Хутер – от Бруно Ганц.

## Сюжет
Внимание:  Текстът по-долу разкрива сюжета на произведението (или части от него)!
Томас Хутер (вече упоменат като Джонатан Харкър) отива в Карпатите, защото е изпратен от фирмата, в която работи, да продаде имот на местния велможа Граф Орлок (или Граф Дракула), който се намира в Лондон. Впоследствие се оказва, че Граф Орлок е вампир и смята да върши злините си в Англия. Започва борба на живот и смърт, в която е заложен на карта животът на много хора.